# Mio figlio (miniserie televisiva)
Mio figlio è una miniserie televisiva italiana composta da due puntate, prodotta da Rai Fiction e Sacha Film Company. Il protagonista, il commissario della Polizia di Stato Federico Vivaldi, è interpretato da Lando Buzzanca.

## Descrizione
Mio figlio è una storia di genere giallo e drammatico ambientata a Trieste. Il commissario Federico Vivaldi (Lando Buzzanca), durante una complicata indagine, scopre che suo figlio Stefano (Giovanni Scifoni) è omosessuale, e non riesce ad accettarlo. Con l'aiuto dell'ex moglie Laura (Caterina Vertova), madre del ragazzo, Federico imparerà ad anteporre l'amore per suo figlio ai suoi pregiudizi.
Questa miniserie, realizzata nel 2004, venne trasmessa in prima visione TV nel gennaio del 2005 in prima serata su Rai 1, e ottenne un grande successo.
Esiste una riduzione in unico film TV, della durata di 135' 28', emessa da Rai 1 il 29/08/2007 in prima serata.
Dal 10 gennaio 2010 è in onda il séguito di Mio figlio. Il titolo è Io e mio figlio - Nuove storie per il commissario Vivaldi, e questa volta non si tratta di una miniserie in due puntate, ma di una serie in sei puntate.